# 王適 (唐朝)
王適（?—?），幽州（今北京）人。
能寫詩文，初讀陈子昂詩時，說他「必為海內文宗。」武則天時，敕吏部糊名考選人判，以求高才。王適同劉憲、司馬鍠、梁載言等列入第二等，官至雍州司功參軍。

## 延伸阅读
[在维基数据编辑]
 在维基文库阅读此作者作品
 《舊唐書/卷190中》，出自刘昫《舊唐書》